# Federico Gattinoni
Federico Gattinoni (ur. 20 czerwca 1984 w Lecco) – włoski wioślarz, reprezentant Niemiec w wioślarskiej ósemce podczas Letnich Igrzysk Olimpijskich w Atenach.

## Osiągnięcia
- Igrzyska Olimpijskie – Ateny 2004 – czwórka podwójna – 10. miejsce[1].
- Mistrzostwa Świata – Gifu 2005 – dwójka podwójna – 2. miejsce[1].
- Mistrzostwa Świata – Eton 2006 – dwójka podwójna – 14. miejsce[1].
- Mistrzostwa Świata – Monachium 2007 – czwórka podwójna – 4. miejsce[1].
- Mistrzostwa Europy – Poznań 2007 – czwórka podwójna – 2. miejsce[1].